# Filialkirche Mannsdorf an der Donau

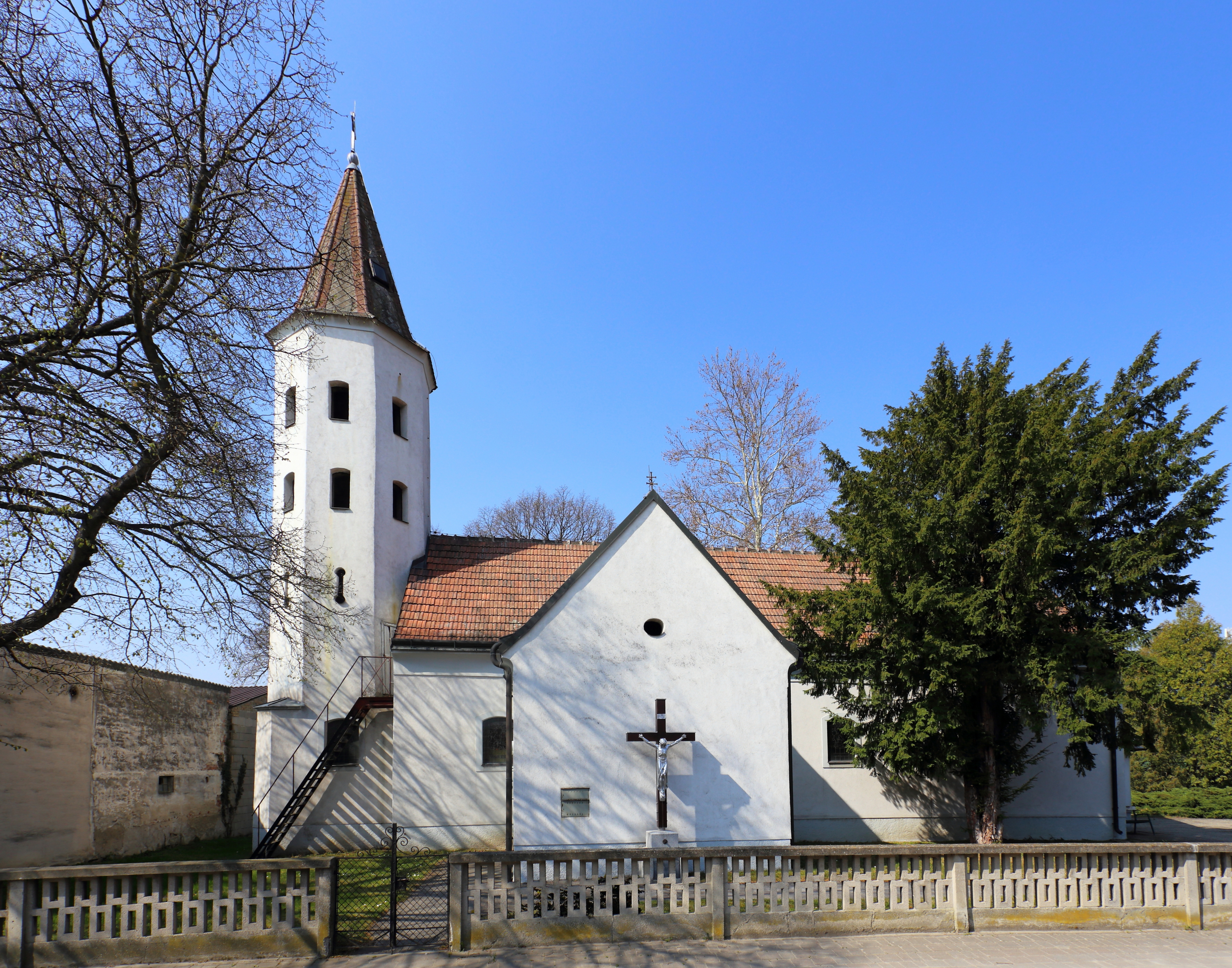
Filialkirche hl. Franz Xaver in Mannsdorf an der Donau

Die römisch-katholische Filialkirche Mannsdorf an der Donau steht in der Gemeinde Mannsdorf an der Donau im Bezirk Gänserndorf in Niederösterreich. Sie ist dem heiligen Franz Xaver geweiht und gehört zur Pfarre Orth an der Donau im Dekanat Marchfeld im Vikariat Unter dem Manhartsberg der Erzdiözese Wien. Das Bauwerk steht unter Denkmalschutz (Listeneintrag).

## Lagebeschreibung
Die Kirche steht im Nordosten des Ortes Mannsdorf an der Donau.

## Geschichte
Das Gebiet von Mannsdorf an der Donau gehörte ursprünglich zum Gebiet der Pfarre Probstdorf und wurde 1783 auf Grund des Josephinischen Patentes an die Pfarre Orth an der Donau übertragen. Bereits seit 1683 gab es eine kleine Kapelle in Mannsdorf. Diese wurde durch den heute noch bestehenden, ursprünglichen barocken Kirchenbau ersetzt. Dieser stammt aus dem Jahr 1769. Dieses Bauwerk wurde in den Jahren 1955 bis 1957 erweitert und umgebaut.

## Ausstattung
Die Einrichtung stammt aus der Umbauphase.

## Geläut
Eine Glocke wurde von Johann Josef Pfrenger im Jahr 1770 gegossen.